# Poa phillipsiana
Poa phillipsiana är en gräsart som beskrevs av Joyce Winifred Vickery. Poa phillipsiana ingår i släktet gröen, och familjen gräs. Inga underarter finns listade i Catalogue of Life.